# Shemar Moore
Shemar Franklin Moore (født 20. april 1970) er en amerikansk skuespiller og tidligere mandlige model hos Irene Marie Models, bedst kendt for sine roller som Malcolm Winters i The Young and the Restless, som han oprindeligt spillede fra 1994 til 2002 og den tredje permanente vært på Soul Train, fra 1999 til 2003 og også som FBI Specialagent Derek Morgan i Criminal Minds fra 2005 til 2016
Moore blev født i Oakland, Californien, og boede fra han var 4 måneder til 3 år i Roskilde, Danmark. som søn af Marilyn Wilson, en virksomhedskonsulent, og Sherrod Moore . Moore har 3 halvsøskende, Kosheno Moore, Sheburra Moore og Shenon Moore. Moores far er afroamerikaner og hans mor, som blev født i Roxbury, Massachusetts, er af irsk og fransk-canadisk afstamning. Hans mor, der havde en akademisk grad i matematik, arbejdede som lærer i Bahrain og Danmark i flere år, og Moore boede hos hende i udlandet. de vendte tilbage til Californien i 1970'erne, hvor de flyttede til Chico, Californien, hvor hans mor fik arbejdede på en klinik, de flyttede senere til Palo Alto, hvor han fik sin eksamen fra Gunn High School. Han blev optaget på Santa Clara University, hvor han skrev speciale i kommunikation. Mens han tog sin bachelor grad, arbejdede han som model for at betale sine regninger.[kilde mangler]

## Udvalgt filmografi
| År   | Titel                                        | Rolle           | Note(r) |
| ---- | -------------------------------------------- | --------------- | ------- |
| 1997 | Hav Plenty                                   | Chris           |         |
| 1998 | Butter                                       | Freddy Roland   |         |
| 1998 | Mama Flora's Family                          | Lincoln Fleming | Tv-film |
| 2000 | How to Marry A Billionaire: A Christmas Tale | Jason Hunt      | Tv-film |
| 2001 | The Brothers                                 | Terry White     |         |
| 2003 | Chasing Alice                                | Mason           | Tv-film |
| 2004 | Motives                                      | Emery Simms     | Video   |
| 2004 | Reversible Errors                            | Collins Farwell | Tv-film |
| 2004 | Greener                                      | Ricky Johnson   |         |
| 2005 | Diary of a Mad Black Woman                   | Orlando         |         |
| 2007 | Motives 2: Retribution                       | Emery Simms     | Video   |

### Tv-serier
| År          | Titel                      | Rolle                     | Note(r)    |
| ----------- | -------------------------- | ------------------------- | ---------- |
| 1994–05, 14 | The Young and the Restless | Malcolm Winters           |            |
| 2002–03     | Birds of Prey              | Jesse Reese               | 13 afsnit  |
| 2005–16     | Criminal Minds             | Derek Morgan              | 251 afsnit |
| 2017-25     | S.W.A.T.                   | Daniel "Hondo" Harrelsson | 42 afsnit  |

## Hædersbevisninger
- Daytime Emmy Award for Outstanding Supporting Actor i 2000 for sin rolle som Malcolm Winters i "The Young and the Restless"